# The Twist
"The Twist" é uma música de 1959 originalmente escrita por Hank Ballard. A música não fez sucesso na voz de seu compositor, mas 1960 Chubby Checker descobriu a canção e fez um versão cover que alcançou a primeira colocação na Billboard Hot 100 em 19 de setembro daquele ano. A música tornou popular a dança Twist.
Em 1988, "The Twist" voltou a ser popular devido a uma nova gravação da música dos Fast Boys com Chubby Checker. Esta versão alcançou a posição número 2 no Reino Unido e a posição número 1 na Alemanha. Em 2014, a revista 'Billboard' declarou a música como o "maior sucesso" da década de 1960.